# Рачић (презиме)
Рачић је српско и хрватско презиме.
Познати људи са овим именом укључују:
- Драгослав Рачић (1905—1945), српски војни командант
- Јакша Рачић (1868—1943), политичар Југословенске народне партије
- Јосип Рачић (1885—1908), хрватски сликар
- Пуниша Рачић (1886—1944), српски политичар из Црне Горе
- Урош Рачић (рођен 1998), српски фудбалер